# Abubakar Tafawa Balewa
Abubakar Tafawa Balewa, de nacimiento Mallam Abubakar (1912– 1966) fue un líder político nigeriano.
Después de completar sus estudios se dedicó a la enseñanza, ocupando varios puestos docentes para después volverse un miembro de la casa de asamblea de la Región Norte en 1947. Luego en 1951, fue elegido para la Cámara de Representantes Federal.
Fue designado como primer ministro en 1957, manteniendo el cargo cuando la federación se volvió independiente en 1960. Fue también uno de los fundadores y diputado del partido político más influyente de la nación.
Tiempo después recibió el título de caballero, otorgado por la reina Isabel II del Reino Unido y en 1966, fue asesinado en un golpe militar.